# Heinrich Friedrich Weber
Pour les articles homonymes, voir Heinrich Weber et Weber.
Heinrich Friedrich Weber (né le 7 novembre 1843 à Magdala, près de Weimar, dans le grand-duché de Saxe-Weimar-Eisenach - mort le 24 mai 1912) est un physicien allemand du XIXe siècle. Il est notamment connu pour ses mesures de chaleurs spécifique de gaz et de solides à basses températures qui montraient les limites de la loi de Dulong et Petit et restèrent inexpliquées jusqu'au développement de la mécanique quantique. 